# Aleksandr Sorokolet
Aleksandr Dmitrievič Sorokolet (in russo Александр Дмитриевич Сороколет?, in ucraino Олександр Дмитрович Сорокалет?, Oleksandr Dmytrovyč Sorokalet; Šostka, 27 marzo 1959) è un ex pallavolista sovietico, dal 1991 ucraino.
Giocava nel ruolo di schiacciatore.

## Carriera
Inizia la sua carriera nello SKA Vinnycja per poi passare nel Politechnik Odessa. Nel 1986 passa allo CSKA Mosca con cui vincerà 4 campionati sovietici e 3 Coppe dei campioni. Nel 1983, nella squadra della RSS Ucraina, vince la medaglia di bronzo nelle Spartachìadi dei Popoli dell'Unione Sovietica del 1983.
Nel 1990 va in Francia, al Cannes. Nel 1992 passa al Martigues Volley-Ball.
In nazionale vince un campionato mondiale e tre campionati europei. Vince inoltre i Giochi dell'Amicizia nell'1984 e i Goodwill Games nell'1986.
Si ritira nel 1993, passando al beach volley.

## Palmarès

### Club
- Campionato sovietico: 4

1986-87, 1987-88, 1988-89, 1989-90
- Campionato francese: 1

1990-91
- Coppa dei Campioni: 3

1986-87, 1987-88, 1988-89

### Nazionale (competizioni minori)
- Spartachiadi dei Popoli dell'Unione Sovietica 1983
- Giochi dell'Amicizia 1984
- Goodwill Games 1986

### Premi individuali
- 1981 - Vysšaja Liga: Incluso tra i 24 migliori pallavolisti dell'URSS
- 1982 - Vysšaja Liga: Incluso tra i 24 migliori pallavolisti dell'URSS